# Kanalströmning

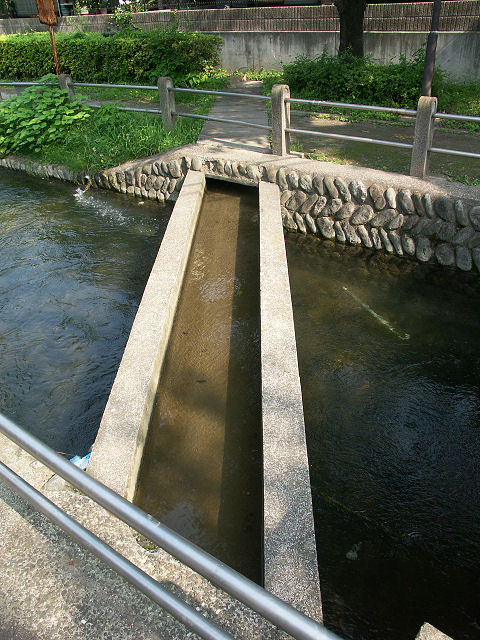
Korsande bevattningskanaler

Kanalströmning innebär analys och beräkningar av hur fluider (främst vatten) rör sig i kanaler, öppna diken och naturliga vattendrag. Till skillnad från rörströmningen, så kännetecknas kanalströmningen av en fri vattenyta, där det alltid råder atmosfärstryck. Det hydrostatiska trycket är alltså per definition noll vid den fria vattenytan, vilket underlättar analysen. Å andra sidan innebär den fria vattenytan att den våta tvärsnittsarean varierar med flödet, vilket innebär att kanalströmningsproblemen blir mer komplexa.
Då kanalströmning ofta har många komplexa strömningsförluster jämfört med rörströmning, används ofta förenklade flödesekvationer i problemlösningen. Ofta kan Mannings formel användas, men den är bara tillämplig i en bestämmande sektion. Annars kan stegmetoden eller den direkta stegmetoden användas, så länge man befinner sig inom samma strömningstillstånd. Vid en övergång mellan olika strömningstillstånd, måste dock rörelsemängdekvationen tillämpas.
Det finns flera olika metoder framtagna, för att kunna mäta det aktuella flödet i fält, till exempel olika typer av överfallsvärn.

## Strömningstillstånd
Till skillnad från rörströmningen, så kan man inom kanalströmningen lugnt utgå ifrån att all strömning i praktiken är turbulent under hydrauliskt råa betingelser. Här gäller det istället att bestämma huruvida strömningen är superkritisk, kritisk eller subkritisk, vilket görs med hjälp av Froudes tal. Strömningstillståndet avgör hur eventuella störningar sprids i vattensystemet (se tabell).
| Strömningstillstånd    | Froudes tal | Störningskälla och spridningsriktning | Vattendjup | Fall   | Hastighet | Flöde  |
| ---------------------- | ----------- | ------------------------------------- | ---------- | ------ | --------- | ------ |
| Subkritisk strömning   | Fr < 1      | Nerströms, sprids uppåt               | y > yk     | I < Ik | v < vk    | q < qk |
| Kritisk strömning      | Fr = 1      | Stillastående våg                     | y = yk     | I = Ik | v = vk    | q = qk |
| Superkritisk strömning | Fr > 1      | Uppströms, sprids neråt               | y < yk     | I < Ik | v > vk    | q > qk |

Då den specifika energin når sin lägsta punkt vid kritisk strömning, är inte energiekvationen tillämplig i denna övergångszon. Istället får rörelsemängdekvationen tillämpas när strömningen övergår från subkritisk till superkritisk eller vice versa.